# دولدیکان
دولدیکان (به لاتین: Doldykan) یک منطقهٔ مسکونی در روسیه است که در استان آمور واقع شده‌است.